# Helmut Barbe
Helmut Barbe (* 28. Dezember 1927 in Halle an der Saale; † 18. April 2021 in Berlin) war ein deutscher Kirchenmusiker und Komponist.

## Leben
Als Sohn des Pfarrers und Superintendenten Karl Barbe wuchs Helmut Barbe in einem kirchenmusikalischen Umfeld in Torgau auf. In seiner Schulzeit gehörte er zehn Jahre lang der Johann-Walter-Kantorei in Torgau an. 1944, im Alter von 17 Jahren, wurde er zum Militär eingezogen. Nach dem Krieg und dem Abitur 1946 studierte er an der Berliner Kirchenmusikschule in Spandau. Seine Lehrer waren Gottfried Grote (Chorleitung), Ernst Pepping (Kontrapunkt) und Herbert Schulze (Orgel).
Von 1952 bis 1975 war er Kantor an der St.-Nikolai-Kirche (Spandau), daneben wirkte er von 1955 bis 1975 als Dozent für Kontrapunkt, Harmonielehre und Zwölftontechnik an der Berliner Kirchenmusikschule. 1972 wurde Barbe Landeskirchenmusikdirektor von Berlin (West). Ab 1975 war er schließlich – bis zu seiner Emeritierung 1993 – Professor an der Hochschule der Künste Berlin.

## Werk
Bernd Stegmann schreibt über Barbes Werk zusammenfassend (2021): „Barbe wurde schlagartig bekannt durch sein im Rahmen des Evangelischen Kirchentages 1956 in Frankfurt aufgeführtes Musical Halleluja, Billy nach einem Text von Ernst Lange. Der darin angeschlagene, am Jazz und der Aufführungsästhetik eines Kurt Weill orientierte Tonfall traf den Nerv der Zeit. Barbe schuf danach ein umfangreiches kompositorisches Werk, bei dem vor allem die Vokalmusik im Mittelpunkt steht. Den im Musical eingeschlagenen Weg verfolgte er nicht weiter, sondern entwickelte eine spezielle, am Akkord und an Akkordfeldern orientierte Variante der Zwölftontechnik, deren klangliche Atmosphäre die vertonten Texte auf eine besondere Art zu öffnen vermag.“

### Werke (Auswahl)
- Halleluja, Billy: Ein Spiel mit Musik. Auf eine Textvorlage von Ernst Lange (1956); (= Die Spielschar, Heft 67). Quell-Verlag, Stuttgart o. J. DNB 454788738. 4. Auflage: Deutscher Theaterverlag, Weinheim 1973, ISBN 3-7695-2867-0 (Leseprobe; PDF; 34 kB)
- Canticum Simeonis (1958): Kantate für Solo-Tenor, gemischten Chor, Pauken, Schlagzeug, Orgel, Celesta und Streicher; Uraufführung: 1959 Berlin-Spandau (St. Nikolai); Carus-Verlag Stuttgart
- Sonate für Orgel (1964); Hänssler-Verlag
- Requiem (1965) für Sopran, Flöte, Oboe, Fagott, Viola, Violoncello und Kontrabass; Carus-Verlag
- Der 90. Psalm: Motette für 6-stimmigen gemischten Chor a cappella; Uraufführung: 1965 Kassel; Bärenreiter
- Konzert für Violine und Orchester (1966); Sikorski
- Golgatha: Kantate (1972): Triptychon für Solo-Bariton, drei gemischte Chöre, Pauken, Schlagzeug, Klavier, Orgel und Streicher; Uraufführung: 1973 Alzey; Carus-Verlag
- Herbst: Chorlieder (1988) für gemischten Chor und Harfe auf Texte von Georg van der Vring; Uraufführung: 1989 Berlin; Strube
- Potsdamer Tedeum: Kantate (1992) für Solo-Mezzosopran, zwei gemischte Chöre, Bläser, Schlagzeug und Orgel; Uraufführung: 1993 Potsdam; Strube
- Die Auferweckung des Lazarus (1993): Kantate zur österlichen Zeit für zwei Solostimmen, zwei vierstimmige gemischte Chöre und Orchester; Carus-Verlag
- Lichte Nacht: Chorlieder (1997) für gemischten Chor und Streichsextett auf Texte von Andreas Gryphius; Uraufführung: 1998 Berlin; Strube
- „1648“: Kammeroratorium (1997/98) für Solo-Bariton, zwei gemischte Chöre, Flöte, Saxophon, Klarinette, Fagott, Streicher (ohne Violinen), Akkordeon, Pauken und Schlagwerk auf Texte aus der Bibel sowie von Martin Opitz und Andreas Gryphius; Uraufführung: 1998 Heidelberg; Strube

Quelle
- 12 Miniaturen für junge Akkordeonspieler (2006); Edition ex tempore
- Trio für Akkordeon, Flöte und Violoncello (2007); Edition ex tempore
- Splitter für Klarinette (oder ein anderes Melodieinstrument) und Akkordeon (2008/2010); Edition ex tempore
- 50 feinste Volksliedsätze für Akkordeon (2011/12); Edition ex tempore
- AnTasten für Klavier und Akkordeon oder für zwei Akkordeons (2013); Edition ex tempore